# Скакауец
„Скакауец“ е заглавието на известна песен на ска/рок групата „Хиподил“, записана през 2003 г.
Този оказионализъм произхожда от телевизионното състезание „Риск печели, риск губи“.
Димитър Корчев, който е перничанин, трябва да познае думата „СКА-А-Е-“, чието определение е „насекомо, обожествявано в Древен Египет“. Водещият Къци Вапцаров призовава участника да се възползва от жокер, но Корчев заявява: „Я това го знам бе, мене ми жокер не требва!“ и изрича „Скакауец“ вместо правилното „скарабей“.
Случаят допълнително подсилва стереотипа, че перничани произнасят л (както „твърдо“ л, така дори и „меко“ л) като звука, обозначаван в българския език с буквата у. Текстът се състои предимно от логически несвързани фрази, в които думите съдържащи л биват произнасяни по този специфичен начин.
Песента е остра сатира на телевизията в тогавашния момент.